# Vechta
Vechta – miasto powiatowe w Niemczech, w kraju związkowym Dolna Saksonia, siedziba powiatu Vechta. W 2008 r. miasto liczyło 30 998 mieszkańców.

## Współpraca
- Jászberény, Węgry
- Le Cellier, Francja
- Saint-Pol-de-Léon, Francja
- Seguin, Stany Zjednoczone
- Starachowice, Polska